# 立花風香
立花 風香（たちばな ふうか、1995年11月16日 - ）は、愛知県出身のグラビアアイドル。バーサス・プロダクション所属。名古屋発のIロックユニット「しず風&絆〜KIZUNA〜」としても活動している。姉は、絆〜KIZUNA〜の美空。

## 略歴
2007年、ジュニアアイドルとしてデビュー。
2009年、しず風としてCDデビュー。
2012年、しず風が絆～KIZUNA～と合併し、しず風&絆～KIZUNA～となった。

## 作品

### DVD
1. Sho-Boh「ニコニコフラワーロック」（2007年10月26日、海王社） ISBN 9784877247553
2. Magical Wind（2008年12月5日、イメージクリエーター） ISBN 9784778106713
3. Chu-Boh「ニコキュート」（2009年5月29日、海王社）ISBN 9784877247997
4. Windy（2010年3月12日、イメージクリエーター）ISBN 9784778109127
5. ボクの太陽（2011年5月27日、スパイスビジュアル）
6. Huuu!!（2011年11月25日、彩文館出版）
  - 2011年6月にパリで撮影された作品[1]。
7. Koh→Boh「風立ちぬ、花の香り」（2012年10月25日、EIC-BOOK）
8. ピュア・スマイル（2013年7月26日、竹書房）

共演
- Shi-Mai たちばな姉妹（2008年1月25日、ぶんか社）共演:立花美空
- しず風（2009年1月、海王社）共演:真野しずく ISBN 9784877247911
- しず風2（2009年10月30日、ぶんか社）共演:真野しずく ISBN 9784796400145
- しずくと風香（2011年2月4日、イメージクリエーター）共演:真野しずく
- Twin-Boh「しず風MAX」（2012年8月25日、EIC-BOOK）共演:真野しずく

## 書籍

### 写真集
- 風のメロディ（2008年11月25日、イメージクリエーター、撮影:荒木秀明）ISBN 9784778106706
- 風のリズム(2010年3月10日、イメージクリエーター、撮影:荒木秀明)ISBN 978-4-7781-0920-2